# Римсько-галльські війни
Римсько-галльські війни — збройні протистояння Риму та їхніх союзників з галльськими племенами від перших битв у VI ст. до н.е. до захоплення Галлії Цезарем у І ст. до н.е.

## До Цезаря
Перші зіткнення галлів з римлянами відбулися у VI століття до н. е., коли інсубри, бітуриги, едуї, арверни та інші галльські племена, очолювані Беловезом, вторглися у Північну Італію і в Західну Етрурію. Інше їх військо, під командуванням Еледона, опанувало простір від Комо до Бергамо. З тих пір північ Італії отримала назву Галлії Цизальпінської. Третє галльське нашестя під проводом Сіговеза, з країни секванів поширилося по Іллірії і Паннонії. У 391 році до н. е. галли взяли в облогу місто Клузій, на захід від Перузії і Тразімено. Жителі міста звернулися за допомогою до Риму, що слугувало приводом до першого походу галлів на Рим.
30 років по тому почалася друга війна з галлами, яка тривала 12 років (360-348 до н. е.) Перемоги консула Гая Сульпиція Лонга в Південному Лаціумі і подвиги Марка Валерія Корво і Тита Манлія Торквато змусили варварів піти з Середньої Італії, після чого набіги  припинилися на нетривалий час. Тим часом галли Сіговеза заполонили Фракію і Македонію,а в 280 році до н. е. розділилися на три загони: Церетрія, Бельга і Брена. Цар Птолемей Керавн, що незадовго перед тим заволодів цими провінціями, рушив проти варварів, але зазнав поразки (травень 279 року до н. е.). Рівнини Фракії і Македонії стали здобиччю галлів. Теперь для варварів головною метою походу стала Греція, де вони сподівалися на багату здобич. Усвідомлення загальної небезпеки згуртувало держави Середньої Греції. Союзна армія греків в 25 тис. чоловік очікувала галлів у Фермопільскому проході. Варвари марно намагалися пробитися. При кожній атаці, галли, єдиним оборонним спорядженням яких були щити, з великими втратами були відбиті греками, що займали зручну позицію, підтриману флотом. Однак, зрадники гераклейці вказали Брену шлях, по якому колись перси, керовані Ефіальтом, зайшли в тил загону Леоніда. Союзна армія греків, побачивши що галли їх обійшли, почала тікати.
Бренн рушив до Парнасу, бажаючи напасти на Дельфи, щоб захопити скарби тамтешнього храму. На допомогу святині кинулись фокідці і невеликий локрійсько - етолійський загін; вони зайняли околиці Дельф. Коли сюди наблизився Брен, раптово настали холоди, що змусило галлів  відступити.
Завоювання країни сенонів римськими колоністами слугувало приводом до нової війни (226-221 до н. е.). У 225 році до н. е. бойї, інсубри, тевриски, в союзі з гезатами (войовниче плем'я у верхній долині Рони) в кількості 70 тис. осіб вторглися в Середню Італію, в напрямку на Арімін, який прикривала армія консула Емілія Папа в 26 тис. чоловік. Інший консул - Гай Атілій Регул - з такими ж силами стояв у Сардинії. Однак, галли рушили в бік узбережжя Тірренського моря і, ніде не зустрічаючи опору, через Пізу вторглися в Етрурію і дійшли до Клузія, який стояв від Риму на відстані трьох переходів. Отримавши звістку про навалу варварів, консули поспішно рушили на захист Етрурії. Наприкінці 225 року до н. е. сардинські легіони  Регула  висадилися біля Пізи і перегородили дорогу галлам. Битва вже почалася, як на поле битви підійшло військо Емілія Папа і атакувало варварів з тилу. Галлська армія була знищена. Після цього римська армія вдерлася на територію бойїв і в 224 році до н. е. підкорила їх.
У 223 році до н. е. консул Фламіній перейшов через Пад біля сучасної П'яченци, але зазнав поразки від галлів. У 222 році до н. е. консул Марк Клавдій Марцелл і Гней Корнелій Сципіон захопили країну інсубрів. Останні намагалися відволікти римлян від облоги укріпленого міста Ацерре (на північний захід від нинішньої Кремони), але в битві при Кластидії (нинішній Кастеджо ) Марцелл розбив їх, а галльський вождь Віридомар загинув у поєдинку від руки самого консула.
Після цього Ацерре дісталось римлянам, a консул Сципіон взяв штурмом столицю інсубрів Медіолан (Мілан). Нарешті, взяттям Комума було довершено підкорення цього племені. Під час Другої Пунічної війни (218-201 до н. е.) при переході Ганнібала через річку Ебро, бойї та інсубри повстали проти римлян. Претор Манлій, що стояв з одним легіоном біля Аріміна, отримавши звістку про повстання, рушив до Мутіни, але був розбитий і відійшов до Падуї, де сховався y містечку Таннет.
При вторгненні Ганнібала а в Італію цизальпійські галли поповнили ряди його армії. Тільки в 201 році до н. е. консул Елій Пет рушив проти бойїв для захисту Плаценціі і Кремони, але в 200 році до н. е. галли взяли Плаценцію, a в 199 році до н. е. завдали поразки римським військам Бебія Тамфіла. У 197 році до н. е. на березі річки Мінчо Корнелій Цетега розбив інсубріїв, що разом з втратою Комума змусило їх в 196 році до н. е. укласти з римлянами мир. Але з бойями і лігурами війна тривала; після поразки при Мутіні (193 рік до н. е.) сила опору бойїв почала слабшати і в 191 році до н. е., розбиті консулом Сципіоном Назіком, вони були змушені підкоритися римлянам.

## Римське вторгнення в південну Трансальпійську Галлію (125-121 рр. до н.е.)
Римська експансія в Трансальпійську Галлію мала на меті допомогти грецькій колонії Массалія (Марсель) проти салювіїв (або саліїв) і забезпечити сухопутний шлях до римських провінцій в Іспанії.
У 125 році до н.е. Марк Фульвій Флакк підкорив лігурів на східних кордонах території Массилії і відсвяткував тріумф над лігурами, салювіями і воконтіями.
У 123 або 122 році проконсул Гай Секстій Кальвін переміг Тутомотулуса, короля салювіїв, і розграбував оппідум (городище) в Антремоні, біля якого заснував колонію Секстієві Акви (Екс-ан-Прованс). Колонія отримала таку назву через велику кількість води, яка отримується з теплих і холодних джерел. Він також святкував перемогу над лігурами, салювіями та воконтіями.

### Битва при Віндаліумі
У 121 році до н.е. Тутомотулус втік до своїх союзників, аллоброгів, які відправили посольство до римлян від його імені. Це дискредитувало плем'я аллборогів в очах римлян, а тому про переговори не могло бути й мови. Плем'я підтримувало Тутомотулуса усіма можливими засобами, коли він спустошував землі едуїв, союзника римського народу. Проконсул Гней Доміцій Агенобарб напав на аллоброгів на території каварів, поблизу Віндаліума на північ від Авеньо (Авіньйона), Доміцій розгорнув слонів "жорстокість яких відповідала варварам", які навели паніку на галльську кавалерію і допомогли розсіяти бойову лінію піхоти. За словами Павла Оросія, 20 000 галлів було вбито і 3 000 потрапили в полон. Доміцій Агенобарб спорудив кам’яну вежу на місці битви та прикріпив на них трофеї, прикрашені зброєю ворога.

### Битва біля річки Ізер
В тому ж році опір галлів тривав. Конфедерація аллоброгів, арвернів та решти салювіїв зібрала армію чисельністю 180 тис. осіб. Бітуіт, король арвернів в різнокольорових обладунках на срібній колісниці, повів військо через Роданус (Рону) біля її злиття з Ізара (Ізер), використовуючи понтон, зроблений з кораблів. Консул Квінт Фабій Максим, незважаючи на те, що був у меншості і страждав від попереднього поранення, розгромив галлів на переправі. За словами Оросія, понтон розвалився, коли вони тікали, хоча його цифра в 150 тис. вбитих або потонулих (Лівій називає 120 тис.), безсумнівно, перебільшена. Аллоброгські, арвернські та салувійські вожді здалися Доміцію. Бітуіта і його сина Конгонетіакуса відправили до Італії і затримали в Альба-Фученс, "оскільки його повернення до Галлії, здавалося, не відповідало інтересам спокою". Біля злиття річок Рони та Ізер Квінт Фабій Максим побудував таку ж саму кам'яну вежу і встановив трофей з білого мармуру, а також два храми, один на честь Ареса, другий на честь Геракла. Аллоброги, кавари і салувії були повністю підкорені і все більше інтегрувалися в нову римську провінцію в південній Галлії. У 118 році до н.е.було засновано Нарбо (Нарбонн), яка до 90-х років стала адміністративним центром римської провінції Нарбонська Галлія .

## Вторгнення кімврів і тевтонів (113 - 101 рр. до н.е.)
Поки римляни підкорювали південну Галлію, у Північній Європі почався великий рух племен. Походження кімврів і тевтонів невідоме: були повідомлення, що близько 121 року до н.е. кімври були витіснені зі своїх прибережних земель (можливо, в Ютландії) внаслідок сильного припливу води. У наступні роки вони вторглися до Богемії та Іллірії, де бої і скордиски намагалися чинити опір. У північній Галлії белги успішно протистояли їм. Їхні пересування нагадували міграції, оскільки в них брала участь велика кількість жінок і дітей, але логістичні питання, пов'язані з їхніми далекими мандрівками, недостатньо вивчені. Також незрозуміло, якими були їхні цілі, хоча грабунки і земельний голод могли бути пов'язаними мотивами. Схоже, що у них не було жодних командних структур чи військової організації, хоча вони мали вождів. У давньогрецьких і давньоримських джерелах підкреслюється страхітливий вигляд цих племен, їхня жорстокість і велика чисельність.

### Битва біля міста Норея
У 113 році до н.е. велике військо кімврів і тевтонів пограбувало Норікум. Консул Гней Папірій Карбон утримував альпійські перевали в Італію, попередивши кімврів і тевтонів, що племена Норікуму є римськими друзями. Тевтони вибачилися, посилаючись на незнання, і спробували відступити. Карбон, однак, напав на них під Нореєю (Ноймаркт у Штирії), але зазнав поразки. Римлян, що залишилися в живих, врятувала гроза, яка закінчила битву. Незважаючи на цю перемогу, тевтони, а також, ймовірно, кімври, оминули північну Італію і попрямували до Галлії.

### Битва в Нарбонській Галлії
До 110 року до н.е. племена увійшли до Галлії. У 109 році до н.е. кімври відправили послів з проханням "...люди Марса повинні дати їм певну землю за рахунок оплати та використовувати руки та зброю з будь-якою метою, яку він побажав", але сенат проігнорував їхнє прохання. Консул Марк Юній Сілан напав на кімврів у римській провінції на півдні Галлії або поблизу неї і зазнав поразки. У 104 році до н.е. його судили за військову некомпетентність, виявлену під час цієї кампанії, але виправдали.

### Битва при Агіннумі
Міграції кімврів сколихнули низку племен. У якийсь момент (можливо, між 113 і 109 роками до н.е.) до кімврів приєдналося альпійське плем'я тигуринів, яке увійшло до Галлії. У 107 році до н.е. консул Луцій Кассій Лонгін переслідував їх на території нітіоброгів (можливо, поблизу Бурдігала, сучасного Бордо), але потрапив у засідку і був убитий разом з консуляром Луцієм Кальпурнієм Пізоном Цезоніном в Агіннумі (Ажен). Римська армія втекла до табору, але була змушена віддати заручників і половину свого багажу; тих, хто вижив, роззброїли і відправили під ярмо. Виживший легат Лонгіна вів переговори про капітуляцію, Гай Попілій Лаен, пізніше був притягнутий до відповідальності і був відправлений у вигнання.

### Битва при Араузіоні
Докладніше: Битва при Араузіоні
Рухи кімврів, тевтонів, амбронів і тигуринів становили пряму загрозу для римської Нарбонської Галлії. Тепер тектозаги приєдналися до кімврів, ув'язнивши проримську фракцію в Толосі (Тулузі), але 106 року до н.е. проконсул Квінт Сервілій Цепіон взяв місто під час нічної атаки; пограбування, зокрема, зруйнованих храмів, принесло величезну кількість срібла. Незабаром після цього, під час невідомої сутички, колишній консул, Марк Аврелій Скавр, був скинутий з коня і схоплений. Очевидно, Скавр переконав кімврів не вторгатися в Італію, хоча потім був убитий молодим воїном на ім'я Бойоріг.
Поразка Скавра занепокоїла консула Гнея Манлія Максима, який викликав Цепіона на схід через Рону. Можливо, між римськими генералами існувала певна надмірна конкуренція або розбіжності щодо стратегії. Прохання кімврів, які, можливо, знову просили землі для поселення, були відхилені. 6 жовтня 105 року до н.е. при Араузіоні (Оранж) дві римські армії вступили в бій з племінною конфедерацією. Цепіон, схоже, діяв необачно, що призвело до поразки, в якій значну роль відіграли амброни. Втрати римлян були великими: сучасник Публій Рутілій Руф стверджував, що 70 000 солдатів і 40 000 прихильників табору були вбиті і взяті в полон. До таких цифр, ймовірно, слід ставитися з обережністю, як і до розповідей про те, що ця поразка була божественною карою за пограбування храмів у Толосі. Тим не менш, поразка була надзвичайно важкою, і за свої дії Цепіона судили, а його майно конфіскували; і він, і Манлій були відправленні у заслання.

#### Армійські Реформи Гая Марія
Звістка про поразку і повідомлення про чисельність ворога (300 тис. за Плутархом), та поразка біля Араузіону викликали паніку в Італії. Консул, що залишився на посаді, Публій Рутілій Руф, вжив надзвичайних заходів, провівши навчання в армії і заборонивши молодим чоловікам залишати Італію. Щоб протистояти очікуваному вторгненню, римляни обрали Гая Марія, недавнього переможця над Югуртою, на друге консульство у 104 році до н.е. На щастя для римлян, замість цього кімври попрямували до Іспанії, тоді як тевтони, схоже, залишилися в Галлії. Кілька років кімври спустошували Іспанію, але кельтибери, можливо, мали певний успіх у боротьбі з ними. Під час перепочинку Маріус проводив послідовні консульства, тренуючи свої війська та покращуючи їхній бойовий дух. У 104 році до н.е. його легат Луцій Корнелій Сулла, схоже, придушив тектозагів, захопивши в полон їхнього вождя Копіллуса.
Період підготовки, який римська армія пройшла під час наступних консульств Марія, іноді вважають програмою військової реформи, хоча це спірне твердження. Деякі з удосконалень можуть належати до більш тривалого процесу. Марій, як і інші хороші генерали до нього, загартував своїх людей, навчивши їх переносити більшу частину власного спорядження і будувати військову інфраструктуру, за що вони отримали прізвисько «мули Марія». Відкриття набору для всіх громадян, незалежно від майнового стану, могло відбутися зараз або трохи раніше (для кампанії проти Югурти). Плутарх приписує Марію модифікацію пілуму під час останньої кампанії, але це важко довести археологічно. Схоже, що приблизно в цей час легіони повсюдно перейшли на емблему з орлом, але є небагато доказів того, що Марій реорганізував легіони, щоб вони воювали когортами.

### Битва при Аквах Секстієвих
Докладніше: Битва при Аквах Секстієвих
У 102 році до н.е. кімври покинули Іспанію і, возз'єднавшись з тевтонами на території Веліокассі, в нижній частині долини Сени, розпочали свій похід на Італію. Кімври та тигурини мали на меті перетнути Альпи з півночі. Тевтони і амброни планували йти вздовж річки Рона, а потім рухатися вздовж узбережжя через Лігурію в Італію. Армія Марія отаборилася в місці злиття Рони та Ізер, копаючи канал, щоб забезпечити себе достатньою кількістю припасів і мати змогу відмовитися від бою. Під час атаки тевтонів та амбронів, племена було відкинуто; через кілька днів вони обійшли табір і продовжили рух у напрямку узбережжя та Італії. Марій слідував за ними, завжди розташовуючись на сильних позиціях, де місцевість перешкоджала атаці. Однак біля Секстієві Акви (Екс-ан-Прованс) обидві сторони почали сутичку за доступ до води річки Арк. Близько 30 000 амбронів розпочали атаку двома загонами вздовж обох берегів річки. Союзні римлянам лігурійські війська вступили в бій. Потім римські легіони, користуючись вищою місцевістю, загнали ворога на ближчому березі в потік, де вони зійшлися в бою і багато з них загинули. Інша частина племенних військ не стояла, коли римляни переходили воду, а відступала до своїх возів, де їхні жінки, озброєні мечами і сокирами, приєдналися до бою. З настанням темряви римляни відступили до табору. Вночі Маріус відправив 3000 легіонерів під командуванням Марка Клавдія Марцелла за позиції племені, щоб влаштувати засідку. Вранці Марій розгорнув свою армію на схилах під табором. Кіннота спустилася на рівнину і спровокувала тевтонів на атаку в гору. Легіонам було наказано кинути пілуми, вихопити мечі і щитами відтіснити ворога назад. Вони стримували атаку тевтонів і поступово відтіснили їх вниз з пагорба, де військо Марцелла атакувало в тил і змусило тевтонів розбігатися. Вбитих і полонених було понад 100 тис. (або навіть 200 тис.; Лівій стверджує про 90 000 полонених), включаючи вождя Тевтобода, який, тікаючи, потрапив під владу проримського альпійського племені секванів. Деякі жінки скоїли самогубство, щоб не потрапити в полон. Мертві лежали непохованими, удобрюючи землю, а їхні кістки нібито були використані для огорожі виноградників марсельців.

### Битва біля річки Атезіс
Поки Марій вступив у бій з тевтонцями в Секстієвих Аквах, його співконсул Квінт Лутацій Катул готувався захищати Італію від кімврів. Він послав Луція Корнелія Суллу підкорити альпійські племена, але їхні проходи не вдалося втримати, тому Катул відійшов до річки Атезіс (Адідже), побудувавши міст і укріпивши обидві сторони переправи. Кімври та тигурини, ймовірно, перетнули Альпи або Решенський перевал, або на перевалі Бреннер та намагалися залякати римлян демонстрацією альпіністської майстерності та ковзанням на щитах вниз по снігу. Також, вони побудували дамбу та відправили стовбури дерев та інші важкі предмети вниз по річці, що загрожувало цілісності мосту. Це спонукало римлян до відступу. У явно пристрасному звіті Плутарх повідомляє, що Катул кинув прапори на передню частину розгрому, щоб створити враження, що він організовано відступає. Кімври вшанували невеликий римський гарнізон, який міцно утримував свої укріплення перед обличчям нападу кімврів, що дозволило римлянам безпечно відійти.

### Битва при Верцеллах
Марій був обраний п'ятим консулом і перетнув річку Падус (По). Він мав 32 000 ветеранів і об'єднав їх з армією Катула, яка налічувала 20 300 чоловік. Спочатку кімври уникали битви та відправили послів з тими ж проханнями про землю, здавалося, чекаючи своїх спільників. Марій насмішкувато сказав: «Тоді не турбуйтеся про своїх братів, бо вони мають землю, і вони будуть мати її вічно — землю, яку ми їм дали». Коли кімври дізналися про перемогу Марія над тевтонцями, у серпні 101 року до н.е. на рівнині Раудій поблизу Верцелла (Верциллі) римляни вступили в бій з кімврами. Сили Катула були розгорнуті для утримання центру, тоді як війська Марія атакували б на крилах. Ранковий туман і пил, піднятий арміями, збентежили обидві сторони, а з наближенням дня спекотне сонце та вітер, очевидно, негативно вплинули на кімврів. Спочатку 15 000 кіннотників кімврів намагалися обійти римський лівий фланг, який був підтягнутий за ним. Це дозволило кімврійській піхоті, яка підійшла щільним каре, зосередитися на Катулі в центрі. Однак після запеклої битви воїни в перших рядах, які, за деякими даними, скували себе разом, щоб створити безперервну лінію, були вбиті, а решту загнали до табору. Деякі кімвські жінки, схоже, покінчили життя самогубством і не були захоплені. Більшість джерел стверджує, що принаймні 120 000 було вбито (хоча Флор дає 65 000), включаючи вождів Лугія та Бойоріга (останній з яких стратив Скавра в 106 році до н.е.). Зазначається, що близько 60 000 були захоплені. Флор заявляє лише про 300 римських втрат. Тигурини, здається, не були присутні в битві і розсіялися в Нориканських Альпах. Марій, якого вихваляли як «третього засновника Риму», відсвяткував спільний тріумф з Катулом і отримав шосте консульство в 100 році до н.е. Він надав римське громадянство 1000 солдатам з Камерино.